# مربولد ۱۰۹۷۲
سیارک ۱۰۹۷۲ (به انگلیسی: 10972 Merbold، نامگذاری:1188T-2) ده هزار و نهصد و هفتاد و دومین سیارک کشف شده‌است که در ۲۹ سپتامبر ۱۹۷۳ کشف شد.
قدر مطلق سیارک برابر ۲۰.۴ است.